# دائرة وادي تليلات
دائرة وادي تليلات دائرة من دوائر ولاية وهران وعاصمتها وادي تليلات. وتضم بلديات:
- وادي تليلات
- بوروبا
- بوفاطيس
- طفراوي